# Komi-Mawussi Agbetoglo
Komi-Mawussi Agbetoglo, né le 24 décembre 1993, est un joueur de tennis de table togolais. Il a participé aux Jeux olympiques d'été de 2012 en simple masculin, mais a été battu au tour préliminaire,.